# Соколов Юрій Іванович
Соколов Юрій Іванович (16 травня 1946, Львів — 20 липня 2018, Львів) —  радянський та український художник, куратор, викладач.

## Життєпис
1962—1972 - навчався у Львівському державному політехнічному інституті, відділення архітектури.
1974—1989  - викладач відділення дизайну інтер'єра у Львівському державному інституті декоративно—прикладного мистецтва (нині — Львівська національна академія мистецтв)
Засновник галереї «Децима» (Львів, 1993—1995), галереї Червоні рури (Львів, 1995—1999)
Співзасновник та президент сьомої академії імені Майка Йогансена, завідувач кафедри натяку та потягу.
Учасник "Галицької мистецької асоціації" (1994-2003)
Учасник симпозіумів сучасного мистецтва у Польщі, Словаччині та Швейцарії. Твори знаходяться  Національному художньому музеї України  та приватних колекціях України, Росії, США, Ізраїлю.
Автор багатьох виставок,  один з першопроходців в царині кураторських практик, перформансів, акцій, художник книги та автор архітектурних проєктів.
Називав  себе "артменом" та  "адептом лайф-арту".
Похований на Янівському цвинтарі у Львові.
Творчість Юрія Соколова нелегка для дослідження, його мистецтво — це перш за все мистецтво ситуації, дії та жесту, яке залишає слід у формі фото та відеодокументації та переповіді очевидців.
Разом з тим, Юрій Соколов залишив значний слід в сучасному мистецтві Львова періоду кінця 80-х — кінця 2010-х років.

В 2016 році разом з Юрієм Соколовим режисерська група почала знімати про нього документальний фільм, робота над яким триває й досі.

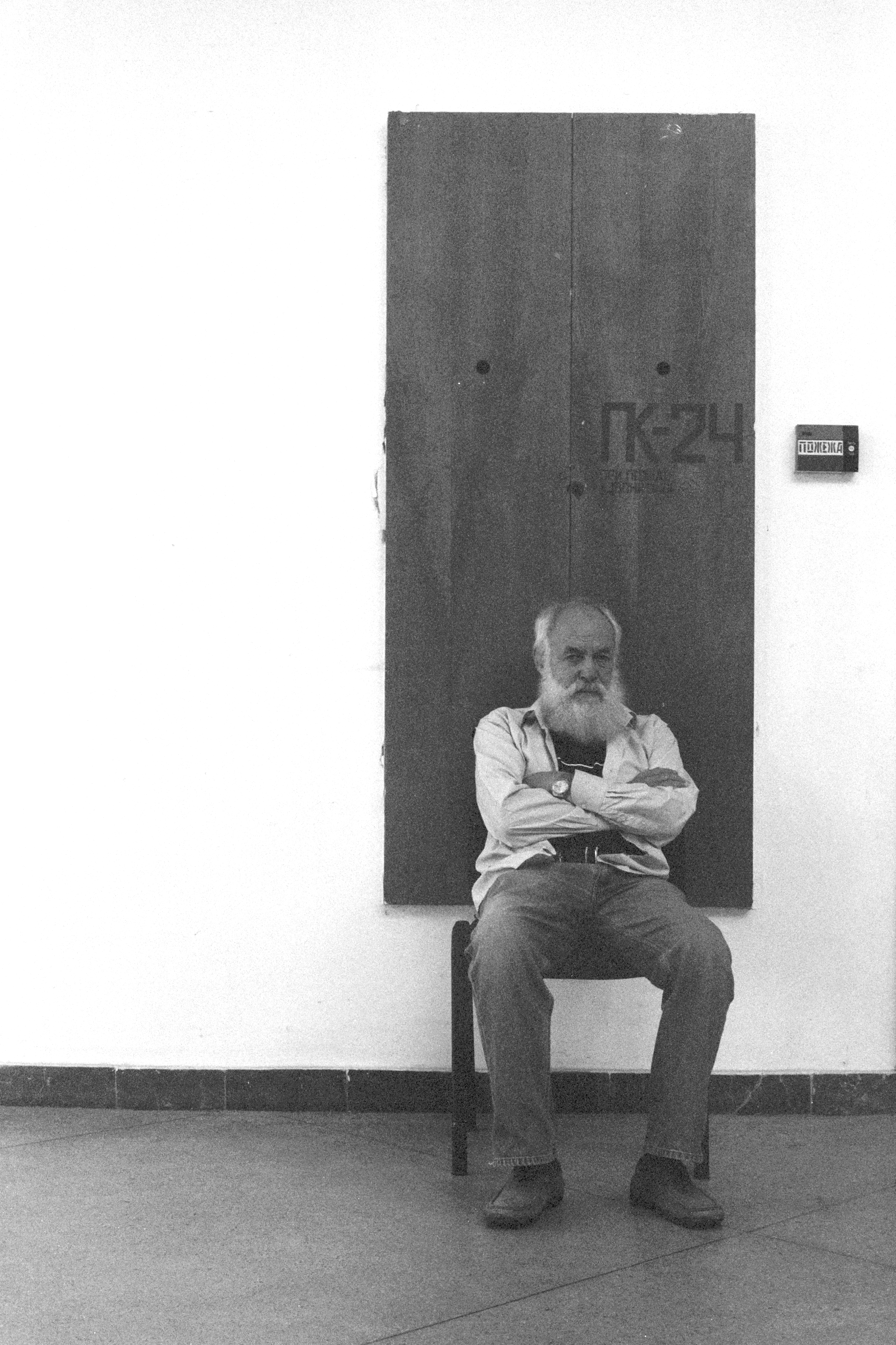
Юрій Іванович Соколов. Тиждень Актуального Мистецтва, Львівський палац мистецтв, 2016. фото - Ярослав Футимський

### Афоризми Юрія Соколова
Юрій Соколов працював над афоризмами, які, також, інколи включав в свої твори, тіло перфомансу чи проєкти.
- Я здесь был
- Все проблемы одинаковы
- Медитация это наблюдение
- Кефир спасет мир
- Живя  будь мертв
- Делай что хочешь все будет хорошо
- Будь внимательно невнимателен
- Не существует способа
- Не думай о чем-то долго
- Оставь эту толпу
- Уподобься зеркалу
- Все границы обманчивы
- Совершенство уже здесь

###### "Двухсловия Соколова"
- Богдан Хмельницкий
- Портвейн Таврический
- Закрома Родины

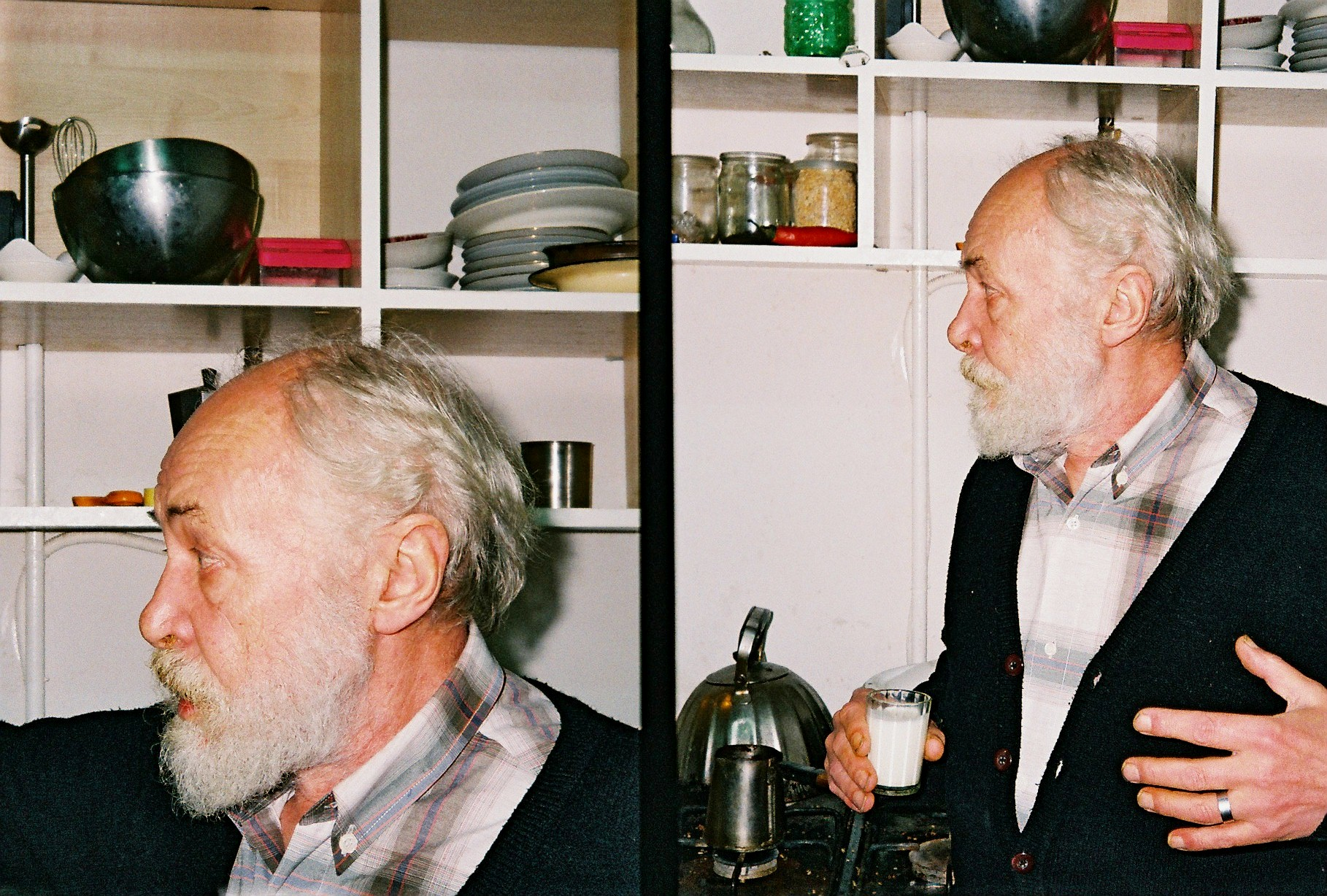
Юрій Соколов на відкритті персоналного проєкту «Автопортрет і декілька опусів», галерея Детенпула, Львів, 2016. фото - Ярослав Футимський

("Двухсловия Соколова" з Вісника сьомої Львівської Академії Мистецтв і Літератури імені Майка Йогансена 3 і 4 випуск, 1996)

#### Пам'ять про Юрія Соколова
Його пам'яті був присвячений проєкт-фіналіст авторства Юрія Білея в конкурсі на оформлення багаторічного рештування під час реновації Jam Factory Art Center, Львів.
Виставка Ярослава Футимського «Ніч як протокол / день як обшук» (галерея Детенпула, Львів, 2019).
Квазікураторські виставки Станіслава Туріни «Ескіз мелодії в натуральну величину» (Люблін — Свіднік, 2019)  та «Книга відгуків в натуральну величину» (Галерея Гері Боумена, Львів, 2019)

### Головні кураторські роботи (за матеріалами автобіографії 1999 року)
- 1987-1990 Керівник об'єднання "Центр Європи"
- 1987 «Запрошення до дискусії»[14][15], Музей фотографії (нині костел Марії Сніжної, вулиця Сніжна, 2), Львів
- 1988 «Театр речей або Екологія предметів», "Салон мистецтв", готель Дністер, Львів
- 1988  Керівник  "Салону мистецтв", готель Дністер, Львів
- 1990 «Плюс—90»,  спільно з Я.Урбанські, Міжнародна зустріч художників (Україна, США, Ізраїль, Німеччина, Вірменія, Росія) Палац спорту "Спартак" (нині - палац спорту "Україна"), Львів
- 1991 «За культурний відпочинок у суботній вечір», Група московських та львівських художників, за сприяння Дзиги та в співпраці з Тер-Оганьян Авдій, Музей Леніна (нині - Національний музей у Львові) Львів
- 1992 «Аксінін та інші», Центральний дім художника, Москва
- 1993  заснувавання галереї  "Decima" (Артдиректор - Юрій Соколов, директор -Вадим Козаков), фойє музею етнографії (Пл. Ринок 10), Львів
- 1994 «Пошук примхливих зваб. Жіноча виставка», галерея "Decima" в приміщенні  Музею етнографії, Львів
- 1995—1999 заснував та очолював 7-му Львівську академію мистецтва та літератури ім. Майка Йогансена
- 1998 «Де мистецтво?», Dominik Reymann Gallery, Швейцарія
- 1999 «Бруд, Босх та …», Виставка присвячена М. Йогансену та Д.Хармсу, Галерея Decima, Львів

#### Виставки галереї "Червоні Рури"
- 1996 "Без назви"
- 1997 "Без назви-2"
- 1997 Інсталяція "Частина  крЕатера або просто яма" в рамках програми "Мистецтво і гроші",  Червоні Рури (філіал галереї "Decima")
- 1998 "Едвард Уетсон та академіки"
- 1998 "Де мистецтво?"
- 1999 "Маленький фестиваль сучасного мистецтва"
- 2001-2005 "Школа рисования в уме"
- 2002 "Одиночка"

### Участь у виставкових проєктах та симпозіумах, перформанси
- 1987 Перформанс "Мистецтво в життя, або порядок - син анархії", День міста Львову, подвіря Вірменського монастиря
- 1990 «Нульовий клас», Галерея Сталарт, Львів
- 1992 Фестиваль Заімпреза, Івано—Франківськ
- 1993 Перформанс спільно з Олександром Замковським та Стасом Горським "Перехресна трансплантація незалежності" Львів - Івано-Франківськ
- 1994 «Мільйон квітів», галерея Decima, в приміщенні Музею етнографії, Львів
- 1994 «Время — Time — Тайна», Fort of Art, Краків
- 1995 Акція «Мазепа», Київська фортеця, Київ
- 1996 Проєкт «Convert», MYYour Gallery
- 1996 Співавтор серії "Вісник сьомої академії імені Майка Йогансена", спільно з Анною Сидоренко, Дмитром Кузовкіном та Сергієм Якуніном, Львів
- 1997 Акція «Honeycombing Object», Львів
- 1997 «1/4 дірки», галерея Decima, Львів
- 1998 «Лист — Слово — Речення», Fortress of Art, Краков
- 1998 «Лабораторія '98» Міжнародний мистецький симпозіум, Вишне—Ружбахи, Словаччина
- 2008 Перформанс «Художники проти музикантів»[16][17][18], Дні мистецтва перформансу у Львові, в рамках першого тиждня актуального мистецтва, театр ПрикВо, Львів
- 2010 Проєкт «Партія чистих вікон»[19], поза програмою тижня актуального мистецтва у Львові, Львів
- 2011 Міжнародна виставка-відкриття музею сала[20][21], Музей сала, клуб "Сало", Львів
- 2014 Онлайн проєкт «Відкритий архів»[7], спільно з відкритою групою та кураторським колективом Лізи Герман — Марії Ланько
- 2014 Проєкт «Біографія»[22][23] спільно з Відкритою групою, пінчукартцентр, Київ
- 2014 Виставка "Якщо самі лише мухи бачили виставку, чи це означає, що вона відбулася?"[24][25], Галерея Another Vacant Space, Берлін, Німеччина
- 2015 Виставка "Якщо самі лише мухи..."[7] Art House Muzychi, село Музичі, Київська область
- 2015 Дні мистецтва перформансу у Львові, Львів
- 2015 "36 пострілів у вигляді яскравих синіх куль, що розкриваються у небі на пишні зелено-фіолетові півонії"[7][26] Ягалерея, Дніпро
- 2015 "Павшино Кунстферайн"[7], Badischer Kunstverein, Карслруе
- 2016 «Автопортрет і декілька опусів»[27] галерея Детенпула, Львів
- 2018 «Червона книга: радянське мистецтво Львова 80 — 90-х років»[28][29], кураторський проєкт Галини Хорунжої та Станіслава Силантьєва, Дослідницька платформа, пінчукартцентр, Київ